# Diopederma daniana
Diopederma daniana is een slangster uit de familie Ophiodermatidae.
De wetenschappelijke naam van de soort werd in 1867 gepubliceerd door Addison Emery Verrill.